# Trosa-Vagnhärads socken
Trosa-Vagnhärads socken var en jordebokssocken som bildades den 1 januari 1926 genom sammanslagning av jordebokssocknarna Trosa och Vagnhärad. Samtidigt bildades Trosa-Vagnhärads församling genom sammanslagning av Trosa landsförsamling och Vagnhärads församling.
Socknens areal var den 1 januari 1961 109,97 kvadratkilometer, varav 106,30 km² land.